# Jet Black Stare
Jet Black Stare ist eine Hard-Rock-Band aus Vancouver, Kanada. Ihr Debütalbum, In This Life, wurde am 15. Juli 2008 veröffentlicht.

## Diskografie

### Alben
| Jahr | Album                                                                              |
| ---- | ---------------------------------------------------------------------------------- |
| 2008 | In This Life - Veröffentlicht: 15. Juli 2008 - Label: Island Records - Formate: CD |
| 2010 | Better Off Being Alone - Label: Island Records - Formate: CD                       |

### Singles
| Jahr | Titel                  | Charts                           | Album                  |
| Jahr | Titel                  | U.S. Mainstream rock (Billboard) | Album                  |
| ---- | ---------------------- | -------------------------------- | ---------------------- |
| 2008 | Ready to Roll          | 27                               | In This Life           |
| 2009 | In This Life           | —                                | In This Life           |
| 2010 | Better Off Being Alone | —                                | Better Off Being Alone |
| 2010 | Runaway                | —                                | Better Off Being Alone |